# Karyntia (Słowenia)

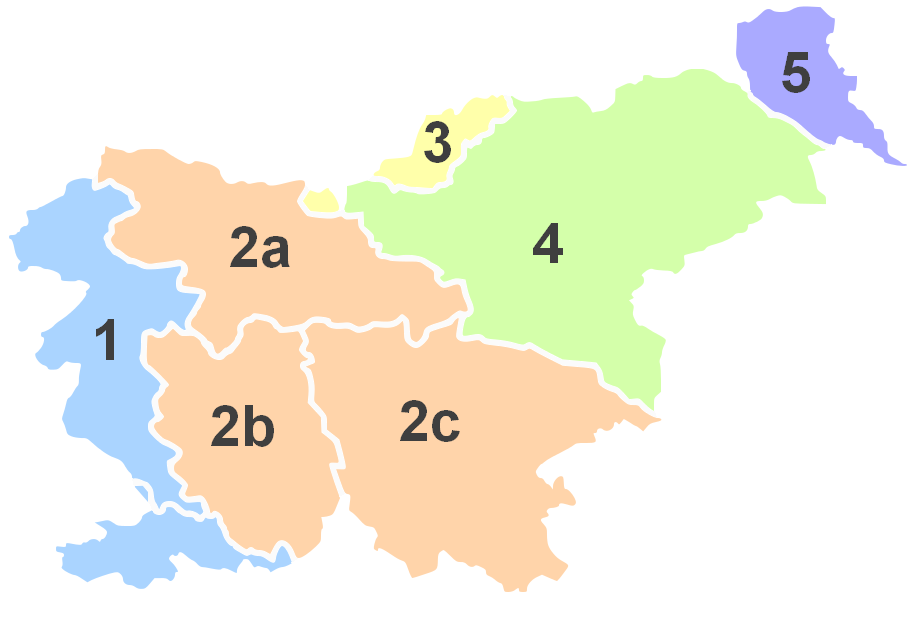
Koroška (kolor żółty) na mapie Słowenii

Karyntia (słoweń. Koroška, Slovénska Koróška, niem. Kärnten) – region w północnej Słowenii, mniejsza część regionu historycznego Karyntia (większość znajduje się w Austrii – Karyntia).
Historyczna Karyntia do 1918 r. wchodziła w skład Cesarstwa Austrii jako jeden z krajów koronnych – po upadku dualistycznej monarchii została podzielona pomiędzy nową, republikańską Austrię, a ówczesne Królestwo Serbów, Chorwatów i Słoweńców (SHS zgłaszała pretensje do większej części regionu; w Austrii odbył się plebiscyt, w wyniku którego za granicą znalazła się mniejsza część Karyntii). Od 1991 znajduje się w granicach niepodległej Słowenii i wraz z częścią słoweńskiej Styrii tworzy region statystyczny Koroška statistična regija.
Największą miejscowością jest Ravne na Koroškem.